# Vila Franca (Viana do Castelo)
Vila Franca é uma povoação portuguesa sede da freguesia de Vila Franca do município de Viana do Castelo com 9,01 km² de área e 1686 habitantes (censo de 2021), tendo, por isso, uma densidade populacional de 187,1 hab./km².
Terra fértil, Vila Franca foi sempre cobiçada pelos senhores, leigos ou eclesiásticos. No século XIII, aqui tinham honra importantes famílias de Riba-Lima: os Velhos, os de Teixeira, os de Corutelo e até a antiga amante de D. Sancho I de Portugal, a "Ribeirinha". Ao seu lado, outro terço da freguesia era ocupado por terras dos mosteiros de São Romão, São Cláudio e da Sé de Braga.
Américo Costa, na época moderna, descreve São Miguel de Vila Franca como reitoria da apresentação da mitra e comenda da Ordem de Cristo, sendo os comendadores os condes de Almada, herdeiros do major Sebastião de Abreu Pereira Cirne Peixoto, senhor do Paço de Lanheses, em Lanheses.

## História
Segundo Antunes de Abreu, a freguesia de  Vila Franca tem origem nas populações que viveram no castro de Roques sobranceiro à localidade pelo sul e que, na época final da romanização, com a divulgação de um estilo de vida mais sedentário e mais dependente da agricultura, se fixaram nas vertentes divergentes desse anticlinal. Não se sabe o nome que teria tido a povoação da vertente norte do monte de Roques na época romana, mas na Alta Idade Média ela aparece-nos com a denominação de Ceguelos, que era o nome do local onde foi implantada uma basílica em honra do Arcanjo S. Miguel. Quando, pelo século XII, ao tempo da reforma gregoriana, o território bracarense foi também organizado em paróquias, S. Miguel de Ceguelos passou a servir a concorrência dos fiéis domiciliados entre o monte de Roques e o Lima e entre o Pereiro e São Simão.
No século XIII, Vila Franca estava repartida por duas “villas”, Gondufe e Figueiredo, nesta se situando a igreja paroquial. O crescimento foi lento até ao século XVIII, altura em que se deu um grande salto; houve uma quebra em meados do século XIX, e, a partir de finais dessa centúria, o crescimento foi lento até meados do nosso século.
Na época moderna, encontramos a paróquia como comenda da Ordem de Cristo, na posse dos Condes de Almada, do Paço de Lanheses.
Um elemento da Nobreza local oriunda benefícios eclesiásticos e serviços, e institui, no século XVIII, o vínculo de Nossa Senhora da Barrosa com capela própria, à margem do senhorio da Casa de Bragança. 
Mas é na sua relação com o sobrenatural que Vila Franca formou e deixou a marca da sua personalidade. Foi a igreja de S. Miguel de Figueiredo que a instituiu como comunidade. Antes da fundação da nacionalidade, um pequeno mosteiro pré-beneditino tinha dado expressão à vida consagrada de leigos, provavelmente nobres. E a devoção alti-medieval à Santa Cruz tinha desde cedo substituído os rituais pagãos do início de Maio.
Quando ao tempo da implantação da deotio moderna, os dominicanos aqui criaram uma confraria de Nossa Senhora do Rosário. Foi o culto da Senhora a que as donzelas, ofereciam rosas, que veio colher o enraizamento desta tradição. Hoje, as festas anuais da freguesia são em honra da Senhora do Rosário, chamada “Senhora das Rosas”. E as donzelas ainda lhe oferecem cestos de rosas.
Ainda a respeito da história da freguesia lê-se na integra no Inventário Colectivo dos Arquivos Paroquiais Vol. II Norte Arquivos Nacionais/Torre do Tombo: «As primeiras referências conhecidas a esta freguesia encontram-se em diversos documentos do século XII (Gav. Rendas da Mitra, doc. 9. or. car., e L. Fidei, docs. 850 e 853). É citada neles sob a designação de "Villa Franca", pertencendo ao território bracarense.
Nas Inquirições afonsinas, em 1220 e 1258, é chamada São Miguel de Figueiredo, localizando-se na Terra de Neiva.
Em 1290, nas primeiras Inquirições de D. Dinis, de 1290, com categoria de freguesia e nome de São Miguel de Figueiredo diz-se que se situava no lugar de Vila Franca, do julgado de Neiva.
Na taxação das igrejas, a que se procedeu em 1320, foi tabelada em 100 libras.
No registo da cobrança das "colheitas" dos benefícios eclesiásticos do arcebispado de Braga, efectuado por D. Jorge da Costa, entre 1489 e 1493, o seu rendimento importava em 15 libras, o correspondente a 1140 réis, em dinheiro com "morturas" e 193 réis e 8 pretos de dízimas de searas.
Em 1528, o Livro dos Benefícios e Comendas atribui a "villa Franca alias San Miguel de Figueiredo" um rendimento de 30 mil réis.
O topónimo primitivo da freguesia acabou por desaparecer completamente. Figueiredo e Vila Franca são lugares da freguesia por cujo nome ela foi sucessivamente conhecida.

## Festa das Rosas
Pequena freguesia conhecida pela Festa das Rosas, no mês de maio. Quando uma rapariga atinge a idade adulta e é baptizada na freguesia, leva um cesto bordado a flores, na cabeça. Tradicionalmente o cesto pesava cerca de 60 kg.

## Demografia
A população registada nos censos foi:
| Distribuição da População por Grupos Etários | Distribuição da População por Grupos Etários | Distribuição da População por Grupos Etários | Distribuição da População por Grupos Etários | Distribuição da População por Grupos Etários |
| -------------------------------------------- | -------------------------------------------- | -------------------------------------------- | -------------------------------------------- | -------------------------------------------- |
| Ano                                          | 0-14 Anos                                    | 15-24 Anos                                   | 25-64 Anos                                   | > 65 Anos                                    |
| 2001                                         | 292                                          | 283                                          | 968                                          | 281                                          |
| 2011                                         | 214                                          | 198                                          | 985                                          | 360                                          |
| 2021                                         | 195                                          | 163                                          | 852                                          | 476                                          |